# Подводные лодки типа «Барс»
Подводные лодки типа «Барс» — серия российских подводных лодок начала XX века. «Барсы» приняли активное участие в Первой мировой войне на Балтийском море и в Гражданской войне. Их активная служба продолжалась до 1930-х годов. Эта серия была самой многочисленной из всех российских проектов субмарин тех лет — из 24 лодок были достроены 20, 4 погибли в Первой мировой войне, 3 затонули в мирное время, 4 (и 2 недостроенных) были захвачены Германией.

## История проектирования и строительства
«Барс» стал пятым проектом профессора и известного специалиста в строительстве подводных лодок И. Г. Бубнова. Первоначально первый вариант проекта был разработан одновременно с типом «Морж» и отличается от него бо́льшим водоизмещением, запасом топлива и мощностью двигателей. В некоторых источниках тип «Барс» указан как «Морж II серии», а строившиеся в Николаеве шесть кораблей выделяют в тип «Лебедь» или «Морж III серии».
Из-за отсутствия средств постройка таких кораблей начата не была, и в марте 1912 года из-за отсутствия заказов И. Бубнов уволился с Балтийского завода. 11 апреля того же года Морской генеральный штаб утвердил технические требования к новому проекту мореходных подводных лодок и выслал их Балтийскому заводу и новому Судостроительному акционерному обществу «Ноблесснер», которое ещё только планировало построить у Ревеля специальный завод для изготовления подводных лодок. 2 августа 1912 года были рассмотрены поданные проекты. Проект Бубнова был представлен от имени «Ноблесснера» и был принят к строительству. До 1917 года планировалась постройка 18 кораблей: 12 на заводе «Ноблесснер», из них 8 для Балтики и 4 для Сибирской флотилии, и шести на Балтийском заводе, в том числе четырёх для Балтфлота и двух для отправки на Дальний Восток. В 1915 году были дозаказаны ещё шесть лодок для Чёрного моря, заложенные на заводе в Николаеве.

## Конструкция
Лодки типа «Барс» были однокорпусными и безотсечными. Балластные цистерны располагались в оконечностях лодки. Безотсечная конструкция позволяла командиру иметь весь экипаж на виду и эффективнее им управлять. Однако отсутствие внутренних переборок делало лодку крайне уязвимой в случае тарана или сильной течи.
В соответствии с изначальным проектом, бортовые решётчатые торпедные аппараты системы Джевецкого располагались по четыре побортно в индивидуальных глубоких нишах, однако в процессе испытаний первых кораблей серии («Барс», «Гепард», «Вепрь», «Волк») было обнаружено, что такое размещение сильно ухудшает надводную мореходность и приводит к повреждениям торпед, в том числе при плавании в битом льду, вплоть до выбивания торпед из аппаратов и их потери. Поэтому на этих четырёх кораблях бортовые ниши были полностью заделаны, а торпеды в аппаратах подняты на палубу. Следующие корабли строились либо с неглубокими нишами, глубиной около 50 см — их получили «Тигр», «Львица», «Пантера», «Рысь»
«Единорог», «Ягуар», «Гагара» и «Утка», либо с торпедными аппаратами в небольших углублениях на палубе — «Леопард», «Угорь», «Тур».

### Вооружение
Основным вооружением лодок были торпеды калибра 450 мм длиной 5,5 м, причём четыре торпедных аппарата были внутренними — два в носу и два в корме, и до восьми торпедных аппаратов были наружними решётчатыми, конструкции Джевецкого (были сняты с эксплуатации только после Первой мировой войны). Носовые и кормовые аппараты устанавливались параллельно диаметральной плоскости.
Артиллерийское вооружение состояло из одного-двух (редко — трёх) палубных орудий и сильно различалось на разных лодках — от 1×57 мм до 2×76 мм + 1×37 мм. С 1916 года устанавливался один съёмный пулемёт на вертлюге.
Три лодки — «Барс», «Львица» и «Тигр» были переоборудованы для возможности минных постановок и могли брать до 8 мин на палубу. Две лодки, «Ёрш» и «Форель», достраивались по изменённому проекту как полноценные подводные минные заградители с боекомплектом в 42 мины в продольных горизонтальных трубах по аналогии с подводной лодкой «Краб».

### Энергетическая установка
Подводные лодки типа «Барс» были дизель-электрическими, двухвальными, с отдельным дизельным двигателем и электромотором на каждый вал. В качестве двигателей надводного хода на каждой лодке должны были стоять по два дизеля мощностью по 1320 л. с. конструкции завода Круппа (Германия), изначально импортных с постепенным налаживанием их производства на заводе «Л. Нобель» (ныне «Русский дизель», Санкт-Петербург), однако в связи с началом Первой мировой войны заказ был сорван, и штатные дизели на Балтике получили только «Кугуар» и «Змея», а на Чёрном море — «Орлан», «Пеликан» и «Буревестник». Ещё две лодки, «Единорог» и «Угорь», довольствовались парами дизелей «Нью-Лондон» по 420 л. с., а остальные лодки и вовсе получили по два 250-сильных дизеля Коломенского завода, снятых с канонерских лодок типа «Шквал». По отзывам подводников, проектные дизели мощностью по 1320 л. с. позволяли достичь скорости надводного хода до 16 узлов, но были слишком велики для тесного корпуса лодки, и их обслуживание производилось со значительными сложностями. Двигатели по 420 л. с. «Нью-Лондон» разгоняли лодку до 12 узлов, но имели проблемы с надёжностью. Коломенские двигатели мощностью по 250 л. с., снятые с канонерок, давали лишь 9,5 узлов надводного хода, зато имели высокую надёжность и экономичность, обладали меньшими габаритами. Недостатком коломенских дизелей являлся иной оптимальный шаг гребного винта (110 см), чем у электромоторов, что привело к снижению максимальной скорости под водой. Аккумуляторная батарея располагалась в передней части лодки, а запас дизельного топлива — в специальной цистерне («нефтяной») в средней части корабля.

## Представители
Балтийский флот — построены на Балтийском заводе в Санкт-Петербурге, или верфи «Ноблесснер», специально созданной в Ревеле для строительства подводных лодок.
Цвета таблицы:

 Красный  — потеряна в боевых действиях

 Серый  — потеряна в мирное время
| Название                          | Иллюстрация                       | Дата закладки                     | Спуск на воду                     | Дата вступления в строй                                             | Статус |                                   |
| Санкт-Петербург, Балтийский завод | Санкт-Петербург, Балтийский завод | Санкт-Петербург, Балтийский завод | Санкт-Петербург, Балтийский завод | Санкт-Петербург, Балтийский завод                                   | Санкт-Петербург, Балтийский завод | Санкт-Петербург, Балтийский завод |
| --------------------------------- | --------------------------------- | --------------------------------- | --------------------------------- | ------------------------------------------------------------------- | --- | --------------------------------- |
| «Барс»                            |                                   | 20 января 1913                    | 2 июня 1915                       | 25 июля 1915                                                        | Пропала без вести в мае 1917. Обнаружена в 1993. |                                   |
| «Гепард»                          |                                   | 17 августа 1913                   | 2 июня 1915                       | 12 июля 1915                                                        | Пропала без вести в октябре 1917. Предположительно обнаружена в 2009. |                                   |
| «Вепрь»                           |                                   | 1 августа 1913                    | июнь 1915                         | 18 сентября 1915                                                    | Переименования: ПЛ № 11. Разобрана в 1922. |                                   |
| «Волк»                            |                                   | 2 сентября 1913                   | 25 октября 1915                   | 15 апреля 1916                                                      | Переименования: ПЛ № 2, «Батрак», «У-1», «Б-5». Затоплена 1936 |                                   |
| «Единорог»                        |                                   | 1 августа 1915                    | июль 1916                         | 23 декабря 1916                                                     | Налетела на камни и затонула 12 сентября 1917, поднята. Затонула 25 февраля 1918 во время Ледового похода. Обнаружена в 2009 году.                                                                              |                                   |
| «Змея»                            |                                   | 4 июля 1915                       | декабрь 1916                      | 29 марта 1917                                                       | Переименования: ПЛ № 6, «Пролетарий», «У-2», «Б-6». Списана в 1935, разделана в 1946. |                                   |
| Ревель, «Ноблесснер»              |                                   |                                   |                                   |                                                                     | |                                   |
| «Тигр»                            |                                   | 3 июля 1914                       | 5 сентября 1915                   | 14 апреля 1916                                                      | Переименования: ПЛ-1, «Коммунар», «Б-1». Списана в 1935. |                                   |
| «Львица»                          |                                   | 3 июля 1914                       | 10 октября 1915                   | 10 июня 1916                                                        | Пропала без вести в начале июня 1917. По состоянию на 2021 год не найдена. |                                   |
| «Пантера»                         |                                   | 3 июля 1914                       | 16 апреля 1916                    | 23 июля 1916                                                        | Потопила британский эсминец HMS Vittoria во время английской интервенции в Советскую Россию, переименована в Комиссар, переименована в Б-2, в 1941 году переформирована в учебное судно, использовалась как ПЗС |                                   |
| «Рысь»                            |                                   | 3 июля 1914                       | 13 апреля 1916                    | 4 ноября 1916                                                       | Переименована в Большевик, «Б-3», во время учений 25 июля 1935 протаранена линкором «Марат», погибла со всем экипажем.                                                                                          |                                   |
| «Кугуар»                          |                                   | 3 июля 1914                       | 1916                              | 22 декабря 1916                                                     | разобрана? 1922 |                                   |
| «Леопард»                         |                                   | 3 июля 1914                       | 3 декабря 1916                    | 30 декабря 1016                                                     | Переименована в Красноармеец — разобрана? 1936 |                                   |
| «Угорь»                           |                                   | 3 июля 1914                       | 22 октября 1916                   | 1 мая 1917                                                          | Затонула 27 марта 1920 |                                   |
| «Тур»                             |                                   | 3 июля 1914                       | 20 мая 1917                       | 8 августа 1917                                                      | Переименована в Товарищ, служила до 1932 года, учебная и зарядовая станция до 1940 года, разобрана в 1949. |                                   |
| «Ягуар»                           |                                   | 3 июля 1914                       | ноябрь 1916                       | октябрь 1917                                                        | В 1922 году переименована в ПЛ № 8 «Краснофлотец», с 1934 — в «Б-4», в 1936 переоборудована в плавучую зарядную станцию ПСЗ-4. В 1956 году исключена из списков флота и передана для разделки на металл.        |                                   |
| «Ёрш»                             |                                   | 3 июля 1914                       | 1917                              | 15 декабря 1917                                                     | Переоборудован в подводный минный заградитель. Переименован в «Рабочий», «ПЛ-9». Ночью 22 мая 1931 во время учебного похода протаранен подводной лодкой «Красноармеец», погиб со всем экипажем.                 |                                   |
| «Форель»                          |                                   | 3 июля 1914                       | 1917                              | Переоборудовалась в подводный минный заградитель, не была достроена | разобрана в 1922 |                                   |
| «Язь»                             |                                   | 3 июля 1914                       | сентябрь 1917                     | Не была достроена                                                   | разобрана в 1922 |                                   |

Черноморский флот, построены в Николаеве Отделением Балтийского завода или заводом «Наваль».
| Название      | Иллюстрация | Дата закладки   | Спуск на воду    | Дата вступления в строй | Статус |
| ------------- | ----------- | --------------- | ---------------- | ----------------------- | --- |
| «Утка»        |             | 1 августа 1915  | октябрь 1916     | 20 июня 1917            | Сдана немцам своим экипажем в 1918. Возвращена России в конце 1918 года. Ушла в Бизерту в составе Русской эскадры, в 1924 году выведена из состава флота, в конце 1920-х годов разобрана в Бизерте. |
| «Гагара»      |             | 29 августа 1915 | 24 сентября 1916 | 20 июня 1917            | Сдана немцам своим экипажем и переименована в US 4. Затоплена 26 апреля 1919 года. Обнаружена в 1980-х, опознана в 2011 году, не поднята.                                                           |
| «Буревестник» |             | октябрь 1915    | 15 ноября 1916   | октябрь 1917            | Сдана немцам своим экипажем и переименована в US 1. Возвращена России в 1918. Ушла в Бизерту в составе Русской эскадры, в 1924 году выведена из состава флота, в 1930-х годах разобрана в Бизерте.  |
| «Орлан»       |             | октябрь 1915    | 15 ноября 1916   | октябрь 1917            | Сдана немцам своим экипажем. Затоплена 26 апреля 1919 года. Поднята ЭПРОНом в 1925 году, разобрана.                                                                                                 |
| «Пеликан»     |             | октябрь 1915    | 4 марта 1917     | Не достроена            | Захвачена немцами. Затоплена 26 апреля 1919 года. Поднята ЭПРОНом в 1924 году, разобрана. |
| «Лебедь»      |             | октябрь 1915    | 13 сентября 1917 | Не достроена            | Захвачена немцами. Затоплена 26 апреля 1919 года. Судьба достоверно неизвестна — по-прежнему на дне или поднята в 1926 году и затем разобрана.                                                      |

## Современный статус
В 1993 году в Балтийском море, в районе острова Готска-Сандён шведским минным тральщиком «Ландсорт» на глубине 127 метров была обнаружена подводная лодка типа «Барс» (вероятнее всего, ПЛ Барс).
В 2009 году затонувшая подводная лодка «Единорог» была обнаружена на дне Финского залива научно-исследовательским судном Морского музея Эстонии «Mare».
В том же 2009 году в Балтийском море, в районе острова Готска-Сандён шведскими моряками была обнаружена лодка типа «Барс» (предположительно «Гепард»).